# Функ, Мариус
Ма́риус Функ (нем. Marius Funk; род. 1 января 1996, Ален) — немецкий футболист, вратарь клуба «Ингольштадт 04». Брат полузащитника Патрика Функа.

## Клубная карьера
Функ — воспитанник клубов «Унтеркохен 08», «Хайденхайм» и «Штутгарт». 25 июля 2015 года в матче третьей лиги против «Динамо» (Дрезден) он дебютировал в составе дублёров последних. В составе команды (до 17 лет) Мариус становился победителем Бундеслиги.
В июле 2016 года на правах свободного агента Функ стал игроком «Гройтер Фюрт». 28 октября 2017 года в матче против «Зандхаухен» Мариус дебютировал во второй немецкой Бундеслиге. После выхода «трилистников» в первую Бундеслигу, был вторым вратарём команды после Саша Бурхерта. После проигранного матча против «Баварии», в следующем матча против «Кёльна» Функ вышел в стартовом составе и дебютировал за «Гройтер Фюрт» в высшем немецком дивизионе. В декабре 2021 года получил разрыв мениска. До конца сезона не вышел на поле.
В мае 2022 года Функ стал игроком «Ингольштадт 04». 7 августа в матче против «Боруссии Дортмунд II» он дебютировал за новый клуб.

## Международная карьера
В 2015 году в составе юношеской сборной Германии Функ принял участие в молодёжном чемпионате Европы в Греции. На турнире он сыграл в матче против Испании, Нидерландов и России.